# Warszawskie Stowarzyszenie Biotechnologiczne „Symbioza”
Warszawskie Stowarzyszenie Biotechnologiczne „Symbioza” (WSB „Symbioza”) - stowarzyszenie skupiające studentów i absolwentów biotechnologii z siedzibą w Warszawie. 

## Historia
Stowarzyszenie powstało w 2013 roku w wyniku współpracy kół naukowych 3 największych warszawskich uczelni: Uniwersytetu Warszawskiego, Szkoły Głównej Gospodarstwa Wiejskiego i Politechniki Warszawskiej.

## Działalność

### Popularyzacja biotechnologii
Stowarzyszenie upowszechnia wiedzę na temat biotechnologii poprzez udział w inicjatywach takich jak Noc Biologów. Organizuje także konkurs dla uczniów szkół średnich "Symbioza umysłów", w którym przygotować muszą oni interdyscyplinarny projekt w zakresie powiązanym z biotechnologią.

### Podnoszenie kompetencji biotechnologów
Organizacja zajmuje się podnoszeniem kwalifikacji oraz poszerzaniem wiedzy przydatnej w branży biotechnologicznej i w świecie nauki. W ramach projektu Feel the Flow organizowane są spotkania i prelekcje na temat planowania i możliwych ścieżek kariery, komercjalizowania osiągnięć naukowych, efektywnego przekazywania wiedzy, zdobywania funduszy na badania etc.

### Międzyuczelniane Sympozjum Biotechnologiczne „Symbioza”
Pierwsza edycja sympozjum odbyła się w maju 2012 roku. Konferencje mają charakter międzynarodowy i prowadzone są w języku angielskim. Odbywają się w Warszawie w okolicach maja. Obejmują prezentacje osiągnięć naukowych prelegentów oraz wykłady z dziedziny biotechnologii i nauk pokrewnych. Sympozjum nosi imię Krzysztofa Włodzimierza Szewczyka.